# Bobsleje na Zimowych Igrzyskach Olimpijskich 1976 – czwórki
Czwórki mężczyzn – jedna z konkurencji rozgrywanych w ramach rywalizacji bobslejowej na Zimowych Igrzyskach Olimpijskich 1976. Zawodnicy rywalizowali 6 i 7 lutego w Kunsteisbahn Bob-Rodel Igls w Innsbrucku.
Mistrzami olimpijskimi zostali reprezentanci Niemieckiej Republiki Demokratycznej: Meinhard Nehmer, Jochen Babock, Bernhard Germeshausen i Bernhard Lehmann. Drugie miejsce zajęli Szwajcarzy: Erich Schärer, Ulrich Bächli, Rudolf Marti oraz Joseph Benz. Na trzecim stopniu podium uplasowali się reprezentanci Republiki Federalnej Niemiec: Wolfgang Zimmerer, Peter Utzschneider, Bodo Bittner i Manfred Schumann.

## Wyniki
| Pozycja | Reprezentacja             | Zawodnicy                                                              | Ślizgi | Ślizgi | Ślizgi | Ślizgi | Czas    |
| Pozycja | Reprezentacja             | Zawodnicy                                                              | 1.     | 2.     | 3.     | 4.     | Czas    |
| ------- | ------------------------- | ---------------------------------------------------------------------- | ------ | ------ | ------ | ------ | ------- |
| 1.      | NRD (NRD-1)               | Meinhard Nehmer Jochen Babock Bernhard Germeshausen Bernhard Lehmann   | 54,43  | 54,64  | 55,51  | 55,85  | 3:40,43 |
| 2.      | Szwajcaria (CHE-2)        | Erich Schärer Ulrich Bächli Rudolf Marti Joseph Benz                   | 54,96  | 55,81  | 55,28  | 55,84  | 3:40,89 |
| 3.      | RFN (RFN-1)               | Wolfgang Zimmerer Peter Utzschneider Bodo Bittner Manfred Schumann     | 54,82  | 55,87  | 55,53  | 56,15  | 3:41,37 |
| 4.      | NRD (NRD-2)               | Horst Schönau Horst Bernhardt Harald Seifert Raimund Bethge            | 55,11  | 55,12  | 55,63  | 56,58  | 3:42,44 |
| 5.      | RFN (RFN-2)               | Georg Heibl Hans Morant Siegfried Radandt Fritz Ohlwärter              | 54,92  | 54,98  | 55,70  | 56,87  | 3:42,47 |
| 6.      | Austria (AUT-2)           | Werner Delle Karth Andreas Schwab Heinz Krenn Otto Breg Franz Köfel    | 54,66  | 55,80  | 56,10  | 56,65  | 3:43,21 |
| 7.      | Austria (AUT-1)           | Fritz Sperling Kurt Oberhöller Gerd Zaunschirm Dieter Gehmacher        | 55,51  | 55,62  | 56,05  | 56,61  | 3:43,79 |
| 8.      | Rumunia (ROU-1)           | Dragoș Panaitescu-Rapan Paul Neagu Costel Ionescu Gheorghe Lixandru    | 55,54  | 55,51  | 56,18  | 56,68  | 3:43,91 |
| 9.      | Szwajcaria (CHE-2)        | Fritz Lüdi Thomas Hagen Rudolf Schmid Karl Häseli                      | 55,29  | 55,33  | 56,37  | 57,05  | 3:44,04 |
| 10.     | Francja                   | Gérard Christaud-Pipola Alain Roy André Belle Serge Hissung            | 55,75  | 55,66  | 56,43  | 57,06  | 3:44,90 |
| 11.     | Włochy (ITA-2)            | Nevio De Zordo Ezio Fiori Roberto Porzia Lino Benoni                   | 55,75  | 55,80  | 57,08  | 57,18  | 3:45,80 |
| 12.     | Włochy (ITA-1)            | Giorgio Alverà Piero Vegnuti Adriano Bee Francesco Butteri             | 55,59  | 55,92  | 56,94  | 57,42  | 3:45,87 |
| 13.     | Wielka Brytania (GBR-1)   | Jackie Price Colin Campbell Michael Sweet Gomer Lloyd                  | 56,02  | 56,07  | 56,72  | 57,58  | 3:46,39 |
| 14.     | Rumunia (ROU-2)           | Ion Panțuru Constantin Romaniuc Alexe Gheorghe Tănăsescu Mihai Nicolau | 56,09  | 56,23  | 56,81  | 57,57  | 3:46,70 |
| 15.     | Stany Zjednoczone (USA-1) | Jimmy Morgan Peter Brennan John Proctor Thomas Becker                  | 56,09  | 56,08  | 56,96  | 57,59  | 3:46,72 |
| 16.     | Szwecja                   | Carl-Erik Eriksson Jan Johansson Leif Johansson Kenth Rönn             | 56,12  | 56,48  | 56,87  | 57,65  | 3:47,12 |
| 17.     | Kanada (CAN-1)            | Colin Nelson Thomas Stehr David Veale Jim Lavalley                     | 55,97  | 56,67  | 57,49  | 57,89  | 3:48,02 |
| 18.     | Japonia                   | Susumu Esashika Kazumi Abe Rikio Sato Kimihiro Shinada                 | 56,47  | 56,97  | 57,78  | 58,19  | 3:49,41 |
| 19.     | Stany Zjednoczone (USA-2) | William Hollrock Earl Frisbie Frederick Fritsch Phil Duprey            | 56,61  | 56,86  | 57,89  | 58,35  | 3:49,71 |
| 20.     | Wielka Brytania (GBR-2)   | Mark Agar Anthony Norton Graham Sweet Andrew Ogilvy-Wedderburn         | 57,21  | 56,88  | 57,75  | 58,01  | 3:49,85 |
| 21.     | Kanada (CAN-2)            | Christopher Frank William Dunn Christopher Martin Brian Vachon         | 57,43  | 56,87  | 57,87  | 58,69  | 2:50,86 |